# 最上川グリーンパーク

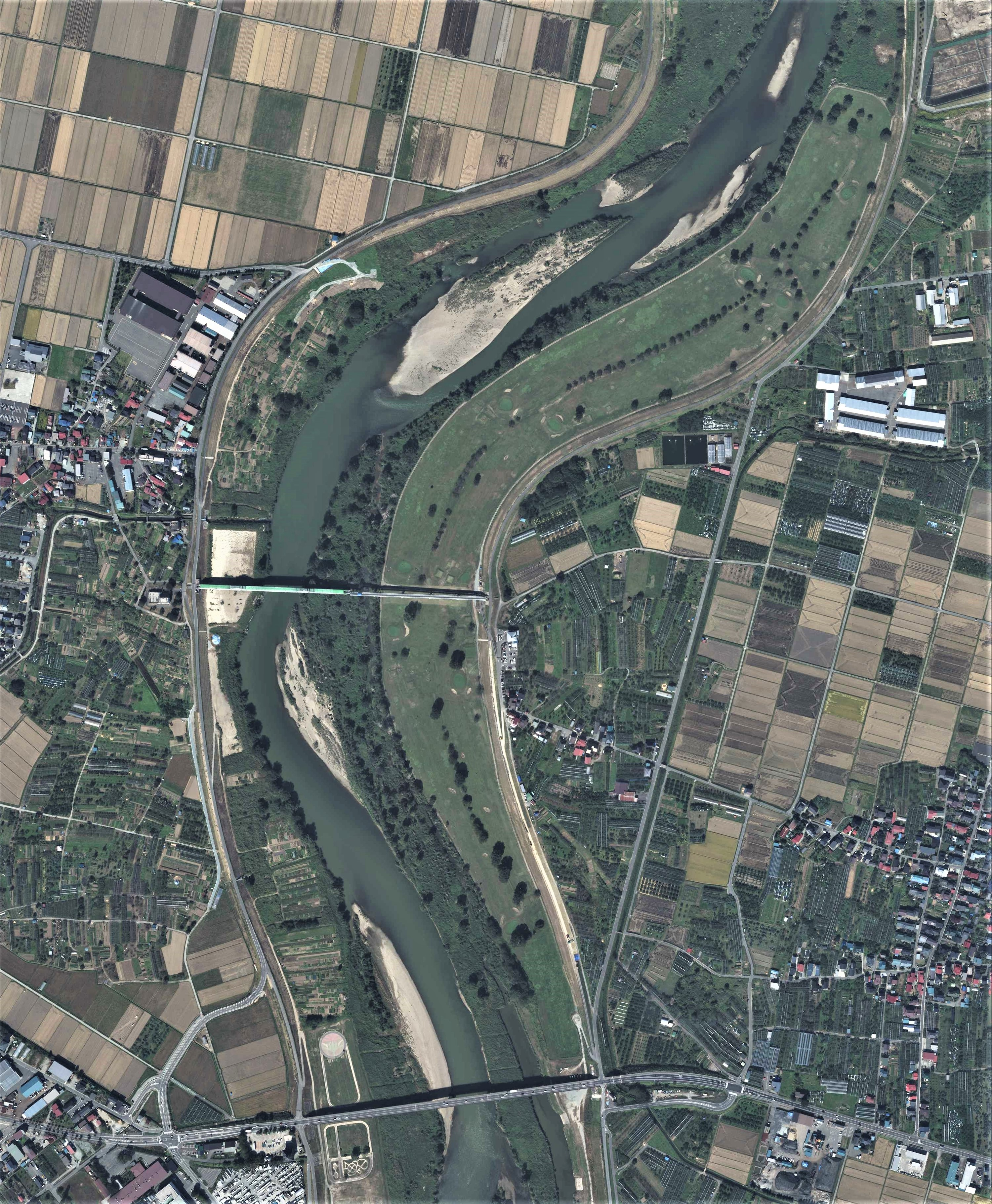
最上川グリーンパークの空中写真。
2013年10月14日撮影の2枚を合成作成。。

最上川グリーンパーク（もがみがわグリーンパーク）は、山形県西村山郡河北町にある河川敷広場である。

## 概要
東根市と河北町中心部を結ぶ国道287号の谷地橋付近に位置する。
眺望は、甑岳や黒伏山、月山、村山葉山など。
山形河川国道事務所が行った河川空間の親しみやすさ、快適性を点検、評価する市民アンケート調査「川の通信簿」では、2006年、2009年の評価は「ふつう」であった。

## 施設
- 道の駅「ぶらっとぴあ」
- わんぱく広場
- ふれあい広場
- やすらぎ広場
- 多目的運動広場
- ゲートボール場
- カヌー練習場 - 山形県立谷地高等学校カヌー部の練習場としても利用されている[1]。

### 最上川グリーンパークゴルフ場
河川敷には「最上川グリーンパークゴルフ場」が設備されている。
コース情報
- コース形状 - 河川敷
- 開場日 - 1990年8月12日
- 設計者 - 升川建設
- 面積 - 20万平方メートル
- 練習場 - なし
- ホール数、パー - 9ホール、PAR：36
- 総距離 - 3,237ヤード
- グリーン - 1ベント
- 乗用カートの種類 - あり
- バスパック - なし
- 休日 - 無休（冬季は閉鎖）
- 宿泊施設 - なし

## 所在地
- 山形県西村山郡河北町谷地字山王1-1

## アクセス
- 自動車
  - 東北中央自動車道・東根ICより3km
  - 山形自動車道・寒河江ICより10km
- 鉄道
  - 奥羽本線・神町駅より10分
  - 奥羽本線・天童駅より15分
  - ※どちらもバスの送迎はない。